# チックタック
チックタック(TIC TAC)は、かつて株式会社チックタックシステムズが富山県を中心に展開していた日本のコンビニエンスストアである。

## 概要
日本海酒販がモンマートの指導を受けて、1979年（昭和54年）にモンマートを開店し、1980年（昭和55年）9月に資本金300万円で日本海モンマート本部を設立したのが始まりである。
1982年（昭和57年）10月にチックタック1号店となる富山本町店を開店し、1983年（昭和58年）4月1日に有限会社チックタックシステムズに商号を変更して、富山県内でのコンビニエンスストアの展開を本格化させた。
加盟店は酒販免許を持つ店舗を対象とし、酒類の仕入を日本海酒販に一本化させ、単なる酒販店のコンビニエンスストアへの転換ではなく、従来からの配達による販売も並行して行うことで、域内シェアを拡大することを目指していた。
北陸地方に本拠を置く小売りチェーンで初めて専用端末でバーコードをなぞることで発注可能なEOS（エレクトリック・オーダリング・システム）を導入した。
当初は食料品・弁当・日配品・雑貨などは指定問屋が各店舗に配送する形で営業していたが、問屋側の運転手不足なども問題で多頻度配送が困難となってきたことから、1990年代初めには共同配送センターを開設する方針へ転換を図った。
加盟店は、1987年（昭和62年）4月の時点で富山市・高岡市を中心に21店舗となり、1991年（平成3年）8月末で富山市の19店舗を含めて富山県内46店舗となり、、1995年（平成7年）5月末で同様に46店舗となっていた。
2000年（平成12年）1月には、アルビスと日本海酒販の共同出資により持株会社の北陸シーストア・システムズが設立され、アルビスの子会社で富山県、石川県のホットスパーを運営する北陸ホットスパーと共にその子会社となった。
しかし、他大手チェーンの出店攻勢により北陸シーストア・システムズは経営不振に陥り、2004年（平成16年）10月12日、チックタックシステムズと北陸ホットスパー株式会社の全ての株式を同業のポプラに譲渡することが発表され、同年11月12日に譲渡、同社の完全子会社となった。ポプラとの統合に伴い、譲渡時に25店舗あった店舗は2005年（平成17年）3月以降、全て「ポプラ」に転換され、2005年（平成17年）12月13日で会社は解散、清算された。
チックタックが消滅した16年後の2021年3月末で、ポプラは北陸地区から撤退した。

### 広報など1次資料
1. 1 2 3 4 5  “株式譲受に関する基本合意のお知らせ” (2004年10月12日). 2021年2月21日閲覧。
2. 1 2 3 4 5  『子会社の解散及び清算に関するお知らせ』（PDF）（プレスリリース）株式会社ポプラ、2005年12月5日。2024年9月26日閲覧。